# 1919年香港搶米風潮
1919年香港搶米風潮，是香港一場在1919年7月26日爆發，並持續到八月底的搶米風潮。當時由於東亞及東南亞食米供應短缺，加上香港米商囤積居奇，使米價飛漲，導致貧苦市民缺乏米糧，結果出現大規模集體搶劫米舖和雜貨店的事件。

## 背景

### 香港人口飛漲
1911年，辛亥革命爆發，清朝被推翻，中國自此陷入軍閥混戰之亂局。中國南部的大批難民湧入香港，使香港人口迅速上升，對糧食的需求大增。米飯是華人傳統主糧，但香港地少人多，本地生產的食米遠遠不及需求，所以香港需大量依賴進口食米。當時香港主要從暹邏和法屬印度支那等地進口米糧。

### 東南亞禁止食米出口
第一次世界大戰結束後，歐洲各殖民國家元氣大傷，急需糧食輸入，故英法等國都禁止殖民地出口食米，使區內食米供應大減。

### 日本大量購買食米
同樣以米作為主糧的日本，在1918年受天災影響，使國內糧食供應短缺，各地爆發搶劫米店的事件，故日本政府便以高價在區內搜購食米，故東亞和東南亞地區僅餘的食米都運到日本，使香港的食米供應更加短缺。

### 米商囤積居奇
由於供應減少，香港米商乘機存米不發，以進一步推高米價，牟取更大利潤。到了1919年7月初，食米批發價由一個月前的每擔3元4角，急升至6元7角，零售價更漲至每擔16元，這已遠超一般市民所能負擔的程度。部分貧民需以番薯、芋頭代替米飯，但番薯和芋頭也因而起價，一般苦力一天只能吃一餐。

## 政府介入
面對米價飆升，當時的香港政府委任裁判司赫治臣（R. O. Hutchison）為穀米專員，調查此事。其後赫治臣建議政府把食米定為政府專賣，但同時分紅給米商。然而當時正值香港總督交接期，在前任港督梅含理離任後直到候任港督司徒拔上任期間擔任署理香港總督的施勳未有作出迅速的行動，只發表聲明，以不續發出口執照意圖逼使米商停止把食米外銷，可是成效不彰。

## 搶米風潮爆發
在1919年7月26日，香港天文台懸掛風球，貨艇都回到避風塘，苦力都沒有貨可搬，使本來已受米價上升影響的苦力沒有收入，他們聚集在灣仔碼頭近灣仔街市一帶，一些人已三日沒有吃飯。當中有人建議搶劫米肆，當場一呼百應。他們首先派人到交加街的廣興油米雜貨店購買兩銅仙的米，當店員告訴他們所能購買的米量時，苦力質問店方是否想餓死他們，並乘機起哄。這時聚集在現場的約200至300名苦力衝進店內搶掠，共搶去約300斤米。隨後苦力再搶劫附近的祥記、豐益、成源、祥泰、乾德隆等雜貨店。及時關門的雜貨店雖然倖免於難，但整日不敢開門。部分店主自願把米分給搶劫者，也有一些店主與苦力們格鬥而不敵，結果全店被搶掠一空。據法庭資料顯示，當日被搶掠的店舖有15家，共被奪去約1500至2000斤米。警方當場拘捕11人。
灣仔發生搶掠事件後，風潮迅速漫延至香港島其他地區，其他飢餓的市民聞風而動，加入搶掠行列，在7月27日，銅鑼灣、鵝頸、西環、中環都有米舖和雜貨店被搶掠，當日3時半後中環各金舖、當舖、找換店及銀號一律提早關門，以免受到波及。搶劫者以30至40人或150至160人一隊，分頭到各街各巷的米店肆意搶掠，除了搶米外，也搶去錢財。警方接報後派出大量荷槍實彈及帶備警棍的警員，驅散人群，但無人被捕。一名印裔警察逮捕一人時，群眾立即衝前營救，情況幾近失控。當日下午4時半後，警方及消防員乘坐消防車往來馳騁，驅散人群。
由於警方沒有拘捕滋事分子，只採取驅散對策，搶米風潮進一步蔓延。到了7月28日，位於九龍半島的油麻地、旺角等地亦出現搶掠事件，暴徒甚至向警方投擲石塊，警方鳴槍十多響，人群仍然不散，結果當日有十多人被捕。事後有8人被控聯群搶奪、擾亂治安、私接賊贓等罪名，由於他們認罪，加上法官體諒他們苦況，故輕判他們罰款5元至7元不等及監禁14天。
部分在下環（今灣仔）的米舖，由於並沒有參與囤積存貨，售賣平價食米，因而沒有被搶劫。

## 事件平息
搶米風潮導致大部分米商不敢營業，使糧食供應更為緊張，米價進一步上升。政府在7月28日宣佈承辦及收購所有私人存米，禁止出口食米，並把食米分成三等，固定價錢，並向市民解釋食米短缺的原因。
其後，香港政府向中國政府發出電函，要求中國政府協助解決糧荒，中國政府也同意撥出部分糧米運到香港。與此同時，一些民間慈善機構如保良局和東華醫院在各區向貧民施粥，以解他們飢餓之苦。在各方努力下，糧荒在九月始告完全解決。

## 後續影響
風潮平息後，港府深入研究事件，認為問題在於香港沒有法例管制食米供應。在8月25日的立法局會議中，政府提出法案，讓港督可以有需要時，徵收米商存貨，及監管米商的經營。法案最後在9月8日獲得通過，自此政府正式開始干預香港的食米市場，直到2003年3月1日才取消所有限制，全面開放市場。但當時適逢爆發SARS，政府取消對米業的管制後一個月，在2003年4月1日愚人節當日，一名14歲男童盜用明報新聞網的名義，指香港將會宣佈成為疫埠，所有人和貨物禁止進出香港，導致搶購食米潮。
經過這次搶米風潮後，每當傳出政局不穩或前景不明朗時，香港市民便會擔心米價暴漲，供應短缺，因而爭相購入糧油副食品儲存在家中，減少糧食供應短缺對自身的影響。大規模的搶購食米事件在1925年的省港大罷工、1937年中日戰爭爆發、1941年日本進攻香港、1967年六七暴動、中英談判期間1983年9月香港搶米風潮、1989年六四事件、1995年新九組政改風波、2003年SARS事件，也曾經發生大規模的搶購食米的現象。2020年COVID-19香港疫情時亦有局部現像。